# 查吉热寺
查吉热寺，位于西藏自治区日喀则市白朗县洛江镇，是一座藏传佛教寺院。

## 简介
查吉热寺是位于西藏自治区日喀则市白朗县洛江镇的一座藏传佛教寺院。
2013年，查吉热寺公路工程正在施工中，同时进行的还有白朗县者下乡强归曲德寺公路工程。